# Мароко на Светском првенству у атлетици на отвореном 2013.
Мароко је на 14. Светском првенству у атлетици на отвореном 2013. одржаном у Москви од 10. до 18. августа, учествовао четрнаести пут, односно учествовао је на свим досадашњим првенствима. Мароко је пријавио 21 такмичара (13 мушкараца и 8 жена) у 6 (5 мушких и 4 женске) дисциплина. Међутим, такмичар у Маратон-у Jaouad Gharib није био у стартној листи тако да је репрезентацију Марока представљало 20 такмичара (12 мушкараца и 8 жена).
На овом првенству Мароко није освојио ни једну медаљу нити је остварен неки бољи резултат.

## Учесници
Учествовало је 20 такмичара (12 мушкараца и 8 жена).
| Мушкарци: - Samir Jamma — 800 м - Amine El Manaoui — 800 м - Абдалати Игуидер — 1.500 м - Mohamed Moustaoui — 1.500 м - Zakaria Mazouzi — 1.500 м - Othmane El Goumri — 5.000 м - Aziz Lahbabi — 5.000 м - Mohamed Bilal — Маратон - Хафид Чани — Маратон - Хамид Езин — 3.000 м препреке - Жауад Шемлал — 3.000 м препреке - Мухамед Булама — 3.000 м препреке | Жене: - Халима Хашлаф — 800 м - Малика Акаоуи — 800 м - Сихам Хилали — 1.500 м - Рабабе Арафи — 1.500 м - Бтисам Лахуад — 1.500 м - Хајат Ламбарки — 400 м препоне - Салима Ел Уали Алами — 3.000 м препреке - Bouaasayriya Kaltoum — 3.000 м препреке |  |

## Резултати

### Мушкарци
| Атлетичар         | Дисциплина       | Лични рекорд | Предтакмичење     | Предтакмичење     | Квалификације        | Квалификације        | Полуфинале            | Полуфинале   | Финале                | Финале             | Детаљи |
| Атлетичар         | Дисциплина       | Лични рекорд | Резултат          | Место             | Резултат             | Место                | Резултат              | Место        | Резултат              | Место              | Детаљи |
| ----------------- | ---------------- | ------------ | ----------------- | ----------------- | -------------------- | -------------------- | --------------------- | ------------ | --------------------- | ------------------ | ------ |
| Samir Jamma       | 800 м            | 1:45,47      |                   |                   | 1:46,94 КВ           | 3. у гр. 4           | 1:46,53               | 4. у гр. 2   | Нису се квалификовали | 17 / 47 (49)       |        |
| Amine El Manaoui  | 800 м            | 1:44,96      | 1:47,15 КВ        | 3. у гр. 6        | 1:49,08              | 8. у гр. 3           | 21 / 47 (49)          |              | Нису се квалификовали |                    |        |
| Абдалати Игуидер  | 1.500 м          | 3:31,47      | 3:38,41 КВ        | 2. у гр. 1        | 3:44,36              | 12. у гр. 2          | 21 / 37 (38)          |              | Нису се квалификовали |                    |        |
| Zakaria Mazouzi   | 1.500 м          | 3:31,94      | 3:40,76 КВ        | 9. у гр. 3        | 3:45,54              | 11. у гр. 1          | 23 / 37 (38)          |              | Нису се квалификовали |                    |        |
| Mohamed Moustaoui | 1.500 м          | 3:31,84      | 3:39,20 кв        | 9. у гр. 3        | 3:36,12 КВ           | 12. у гр. 2          | 3:38,08               | 9 / 37 (38)  |                       |                    |        |
| Othmane El Goumri | 5.000 м          | 13:13,72     | 13:31,08          | 7. у гр. 2        |                      |                      | Нису се квалификовали | 16 / 29 (31) |                       |                    |        |
| Aziz Lahbabi      | 5.000 м          | 13:04,06     | 13:37,75          | 13. у гр. 1       | 24 / 29 (31)         |                      | Нису се квалификовали |              |                       |                    |        |
| Mohamed Bilal     | Маратон          | 2:11:11      |                   |                   |                      |                      |                       |              | Нису завршили трку    | Нису завршили трку |        |
| Хафид Чани        | Маратон          | 2:09:11      |                   |                   |                      |                      |                       |              | Нису завршили трку    | Нису завршили трку |        |
| Хамид Езин        | 3.000 м препреке | 8:09,72      |                   |                   | 8:24,35 кв           | 4. у гр. 3           |                       |              | 8:19,53               | 9 / 35 (41)        |        |
| Жауад Шемлал      | 3.000 м препреке | 8:19,22      | 8:36,29           | 12. у гр. 1       | Није се квалификовао | 32 / 35 (41)         |                       |              |                       |                    |        |
| Мухамед Булама    | 3.000 м препреке | 8:21,62      | Није завршио трку | Није завршио трку | Није се квалификовао | Није се квалификовао |                       |              |                       |                    |        |

### Жене
| Атлетичарка          | Дисциплина       | Лични рекорд | Квалификације                 | Квалификације                 | Полуфинале            | Полуфинале            | Финале                | Финале                | Детаљи |
| Атлетичарка          | Дисциплина       | Лични рекорд | Резултат                      | Место                         | Резултат              | Место                 | Резултат              | Место                 | Детаљи |
| -------------------- | ---------------- | ------------ | ----------------------------- | ----------------------------- | --------------------- | --------------------- | --------------------- | --------------------- | ------ |
| Халима Хашлаф        | 800 м            | 1:58,27      | 2:00,04 КВ                    | 3. у гр. 2                    | 2:00,55               | 6. у гр. 1            | Нису се квалификовале | 9 / 32                |        |
| Малика Акаоуи        | 800 м            | 1:57,64      | 1:59,63 КВ                    | 1. у гр. 3                    | 2:02,29               | 8. у гр. 2            | Нису се квалификовале | 16 / 32               |        |
| Сихам Хилали         | 1.500 м          | 4:01,33      | 4:07,82 КВ                    | 2. у гр. 1                    | 4:05,32 кв            | 7. у гр. 1            | 4:09,16               | 11 / 37               |        |
| Рабабе Арафи         | 1.500 м          | 4:05,22      | 4:07,84 КВ                    | 4. у гр. 2                    | 4:09,86               | 9. у гр. 2            | Није се квалификовала | 21 / 37               |        |
| Бтисам Лахуад        | 1.500 м          | 3:59,35 НР   | 4:09,15 кв                    | 9. у гр. 3                    | Није завршила трку    | Није завршила трку    | Није се квалификовала | Није се квалификовала |        |
| Хајат Ламбарки       | 400 м препоне    | 55,27        | 58,00                         | 6. у гр 1                     | Није се квалификовала | Није се квалификовала | Није се квалификовала | 27 / 29 (32)          |        |
| Салима Ел Уали Алами | 3.000 м препреке | 9:31,03      | 9:39,95 КВ                    | 5. у гр 1                     |                       |                       | 10:08,36              | 15 / 27 (29)          |        |
| Bouaasayriya Kaltoum | 3.000 м препреке | 9:32,50      | Дисквалификована по чл. 163,3 | Дисквалификована по чл. 163,3 | Није се квалификовала | Није се квалификовала | Није се квалификовала |                       |        |